# مراثي دوينو
مراثي دوينو (بالألمانية: Duineser Elegien) مجموعة مراثي عددها عشر للشاعر البوهيمي النمساوي راينر ماريا ريلكه (1875-1926). شرع ريلكه -الذي يُشهد بأنه أرهف  شعراء الألمانية- في كتابة المراثي عام 1912 في ضيافة الأميرة  ماري ڤون ثرن أند تاكسس (1855-1934) في قلعة دوينو الواقعة بجانب مدينة إصطاجانكو (ترييستي) المطلة على البحر الأدرياتيكي. أُهدَيتْ القصائد ومجموعها 859 سطراً إلى الأميرة فور نشرها في 1923. خلال العشر سنين ما بينهما، قبعت المراثي غير مكتملة لفترات مديدة فيما عانى ريلكه مراراً من اكتئاب حاد –بعضه بسبب أحداث الحرب العالمية الأولى وبتجنيده في الخدمة العسكرية. بجانب فترات وجيزة من الكتابة  في 1913 و 1915، لم يثاوب ريلكه على الكتابة حتى بعد انتهاء الحرب بسنوات. بإلهام مباغت ومتجدد- كتب في وتيرة هوجاء نعتها  «كعاصفة غير متناهية، إعصار للروح»- وبذلك أكمل المجموعة في فبراير1922 أثناء إقامته في قصر موزوت في ڤيرا على نهر الرون، سويسرا. إثر نشرها في 1923 ويليه وفاة ريلكه في 1926، كانت مراثي دوينو سريعة الإشادة من قبل النقّاد والأدباء بأنها عمله الأهم.
إن مراثي دوينو هي قصائد دينية وروحانية بشدة مثقلة بالجمال والعذاب الوجودي. توضف القصائد رمزيات وفيرة للملائكة والخلاص لكن بتأويل مغاير عن التاويل المسيحي التقليدي. يستهل ريلكه المرثية الأولى في  تضرع بقنوط فلسفي بسؤاله: " من، إذا صرخت، يسمعني من مراتب الملائكة؟"(تر: فؤاد رفقه) (Wer, wenn ich schriee, hörte mich denn aus der Engel Ordnungen?), لاحقاً يعرب أن "كل ملاك مرعب" (Ein jeder Engel ist schrecklich). قد تنطوي تسمية هذه القصائد ب"المراثي" الحزن والفجع لكن أكثر الأبيات تتسم بطاقاتها الإيجابية و"حماسها الجامح. بكلا الموضوعين وُصفت مراثي دوينو بأنها تحوّلٌ "لعذاب ريلكه الوجودي والكينوني" وأيضا "مونولوج متوقد عن تقبل وجود الإنسان" حيث يناقش جملة من المواضع أهمها "محدودية الحالة البشرية وقصورها، والوعي البشري المتصدع... وكذلك وحدة الفرد وكمال الملائكة والحياة والموت والحب والعشاق ومهمة الشعراء".
ألهمت شعرية ريلكه وبالأخص مراثي دوينو كثيراً من شعراء وكتّاب القرن العشرين. في الثقافة الشعبية يكثر اقتباس وذكر أعماله في موضوع الحب أو الملائكة وذلك في برامج التلفاز والأفلام والموسيقى والأعمال الفنية الأخرى، وفي فلسفة العهد الجديد واللاهوت وكتب تطوير الذات.

## تاريخ الكتابة والنشر

شرع ريلكه في كتابة المرثيتان الأولى والثانية في قلعة دوينو بجانب ترييستي الإيطالية عقب سماع صوت حمله الريح إليه وهو يتمشى بمحاذاة المنحدرات.

### قلعة دوينو والمراثي الأولى
في 1910 أكمل ريلكه كتابة روايته المَروِيَة بطلاقة كسيرة ذاتية (مذكرات مالته لورديز بريغه) والتي تحكي عن شاعرناشئ يهاب تشظي واضطراب الحياة الحضرية الحديثة. بعد إكماله للرواية مرّ ريلكه بأزمة نفسية حادة امتدت لسنتين.  وفي 1912 في ظلّ مواجهته للاكتئاب واليأس، دُعيَ ريلكه لقلعة دوينو  بطلب من الأميرة ماري فون ثرن أند تاكسس والتي قد التقى بها قبل بضع سنوات. ساندت الأميرة (التي تكبر ريلكه بعشرين سنة) وزوجها الأمير ألكساندر (1851-1939) الفنانين والكتّاب بحماسة.:pp.317–320
ناقش ريلكه أثناء مكوثه في دوينو مع الأميرة إمكانية تعاونهما في ترجمة (لا ڤيتا نوُوفا 1295) للشاعر الإيطالي دانتي أليگيري. بعدما تركت الأميرة القلعة لتنضم إلى زوجها في عقارٍ لهما في لووتشن، قضى ريلكه الأسابيع التالية في القلعة في تهيؤٍ للشروع في العمل. كما كان طيلة هذه الأسابيع في خضم كتابة (حياة ماري، بالألمانية:Marien-Leben). وبينما كان يتمشى بمحاذاة منحدرات البحر القريب من القلعة ادّعى ريلكه سماعه لصوت مناد ينادي بالكلمات الافتتاحية للبيت الأول «من، إذا صرخت، يسمعني من مراتب الملائكة؟»(تر: فؤاد رفقه) بالألمانية:(Wer, wenn ich schriee, hörte mich denn aus der Engel Ordnungen?) والتي دونها فوراً في دفتره. في غضون بضع أيام قدًم مسودة للمرثيتين الأوليتين وأعد فقرات وشذرات شعرية والتي بدورها ستدمج في مراثي تالية- من ضمنهم الأبيات الافتتاحية للمرثية العاشرة.:p.225:p.10
لم يكمل ريلكه المرثيتان الثالثة والرابعة إلا قبل اندلاع الحرب العالمية الأولى. اكتملت الثالثة في 1913 في باريس والرابعة في مطلع 1915 في ميونخ. أدت أثار الحرب –خصوصاً ما قاساه من صدمات عند تجنيده في الجيش النمساوي المجري— استئنافاً حاداً لاكتئابه مما أثقل قلمه لسنوات عدة.:pp.379–432

### قصر موزو والإعصار الإبداعي
لم يقدر ريلكه على الكتابة لعدة سنوات جراء اكتئابه، ولم يندفع إلى صب تركيزه لإنهاء ما عمل عليه من مراثي دوينو إلا في 1920. لكن في العامين المقبلين اضطربت حياته ولم يتسنى له الوقت أو صفاء الذهن في أن يكمل كتاباته.[11]:pp.433–445
في 1921 ارتحل ريلكه إلى سويسرا أملاً في الانغماس في الثقافة الفرنسية قريباً من جنيف وكذلك لأن يستقر هناك.:p.471 وفي تلك الأثناء كان ريلكه مرتبط عاطفياً مع بالادين كلوسوسكا (1886-1969). بطلب دعوة من فيرنر راينهارت  (1884-1951) انتقل ريلكه إلى قصر موزوت  وهو قصرإقطاعي بُنِيَ في القرن الثالث عشر يفتقر للغاز والكهرباء ويقع بالقرب من بلدية ڤيرا المطلة على نهر الرون في سويسرا. :p.474 كرّس راينهارت -وهو تاجر سويسري وعازف كلارينيت- ثروته لاحتضان الكثير من كتّاب وملحنو القرن العشرين. وقد ابتاع القصر ليسمح لريلكه العيش فيه بلا أجرٍ وليركز على أعماله.:p.474 انتقل ريلكه وكلوسوسكا للقصر في يوليو من العام 1921 وبعد ذلك بأشهر من نفس السنة نقل ريلكه كتابات لباول ڤاليري ومايكلانجلو للألمانية.:p.478
إثر خبر وفاة صديقة ابنته والتي تكون الراقصة فيرا أوتشكاما نوب (1900-1919) شرع ريلكه في كتابة  سونيهات أورفيوس.:p.481 كثيراً ما تشير السونيهات إلي فيرا سواءً بذكر اسمها مباشرة أو بصورة غير مباشرة حيث تلّمح «لراقصة» أو لأسطورة يوريديس. كتب ريلكه لوالدة الفتاة يذكر أن روح فيرا «تأمره وتدفعه» للكتابة. بوحيٍ متدفق دأب ريلكه على السونيهات مجدِداً بذلك تركيزه صوب إكمال ما بقي من مراثي دوينو. في غضون أسبوع أكمل ريلكه ما لم يكتمل من المراثي، ومن الثاني من شهر فبراير إلى ثلثه الأخير عام 1922 أنهى كل السونيهات الخمسة والخمسين في جزئيهما. يعتبر ريلكه أن كلتا المجموعتان لهما «الميلاد نفسه». وفي رسالة له إلى كلوسوسكا في التاسع من فبراير عام 1922 كتب ريلكه: «ما أثقلتي وأتعسني ولّى... لازلت أرجف منه... ورحت أربت على موزوت الشيخ، لتويّ، تحت ضوء القمر.» :p.492 بعد يومان وعند إكماله آخر ما تبقى من المراثي كتب إلى حبيبته آنذاك لُو أندرياس سالومي أنه أنهى «كل شيء في بضعة أيام؛ كان ذلك عاصفة غير متناهية، إعصار للروح، وما ذاك الذي فيّ إلا كالخيوط وهين، هيكل، كله تشقق والتوى، لم يكن ذا فكر يرجى.»:p.492

### النشر والتلقي
نُشِرت مراثي دوينو في مجلة انسل-فرلاغ في لايبزيغ، ألمانيا عام 1923. أثنى نخبة من النقاد العمل ووازنوا محاسنه بأعمالٍ لهلدرلن وغوته.:p.515 في 1935 كان الناقد هانس-ردولف ملر أول من نعت المجموعة بأنها «روحانية» بطبيعتها وروّج لريلكه بأنه المرشد الروحي الروحاني.
يبيّنَ الروائي الألماني هيرمان هيسه في مقالات له بعنوان إيماني: مقالات في الحياة والفن أن ريلكه يتبدل داخل تخوم اكتشافاته لمعضلاته الوجودية، وأن «في كل مرحلة بين الفينة والأخرى تطرأ المعجزة؛ ينسحب شخصه الرقيق والمتردد والضعيف، ومن خلاله تدوي موسيقى الكون؛ كحوض نافورة يصير في آن واحد آلة العزف والأذن.»
لكن في عشرينات القرن المنصرم لم يعجب بمراثي دوينو الكثير من الجيل  التالي لشعراء وكتّاب الألمانية بسبب رمزيات القصائد المبهمة وفلسفاتها. فاستبعد الشاعر الألماني ألبريخت شايفر (الذي كان من ضمن الحلقة الأدبية للشاعر التعبيري شتفان جورجه) القصائد بوصفها «ثرثرة روحانية» ولاهوتها الشعري «بثرثرة عاجزة».:p.515
اقترح تيودور و. أدورنو في كتابه (لغة الأصالة) (1964) أن القصائد بمكمنها خبيثة: «حقيقة أن غنائيتها المتشعوذة تسلك أحياناً سلوك لغة الأصالة أو على الأقل تؤهب المسير له باستحياء، يجب ألا تقضي بنا أن نفتش عن خبث الشعر في شكله، فهو ليس متأصلاً بهذه البساطة في الخليط ما بين الشعر والنثر –حيث قد تصون نظرة بلهاء-، يتكون الخبث-في غنائيتها المتشعوذة- في ملائمة الكلمات مع أصداء لاهوتية حيث تكذّبه ظروف الراوي الوحيد والعلماني والمتحدث هناك: الدين كزخرفة.» يؤمن أدورنو كذلك أن القصائد تعزز القيم الألمانية الالتزامية والتي بدورها ساندت استقطاباً ثقافياً تجاه النازية.

## الرمزية والمواضيع

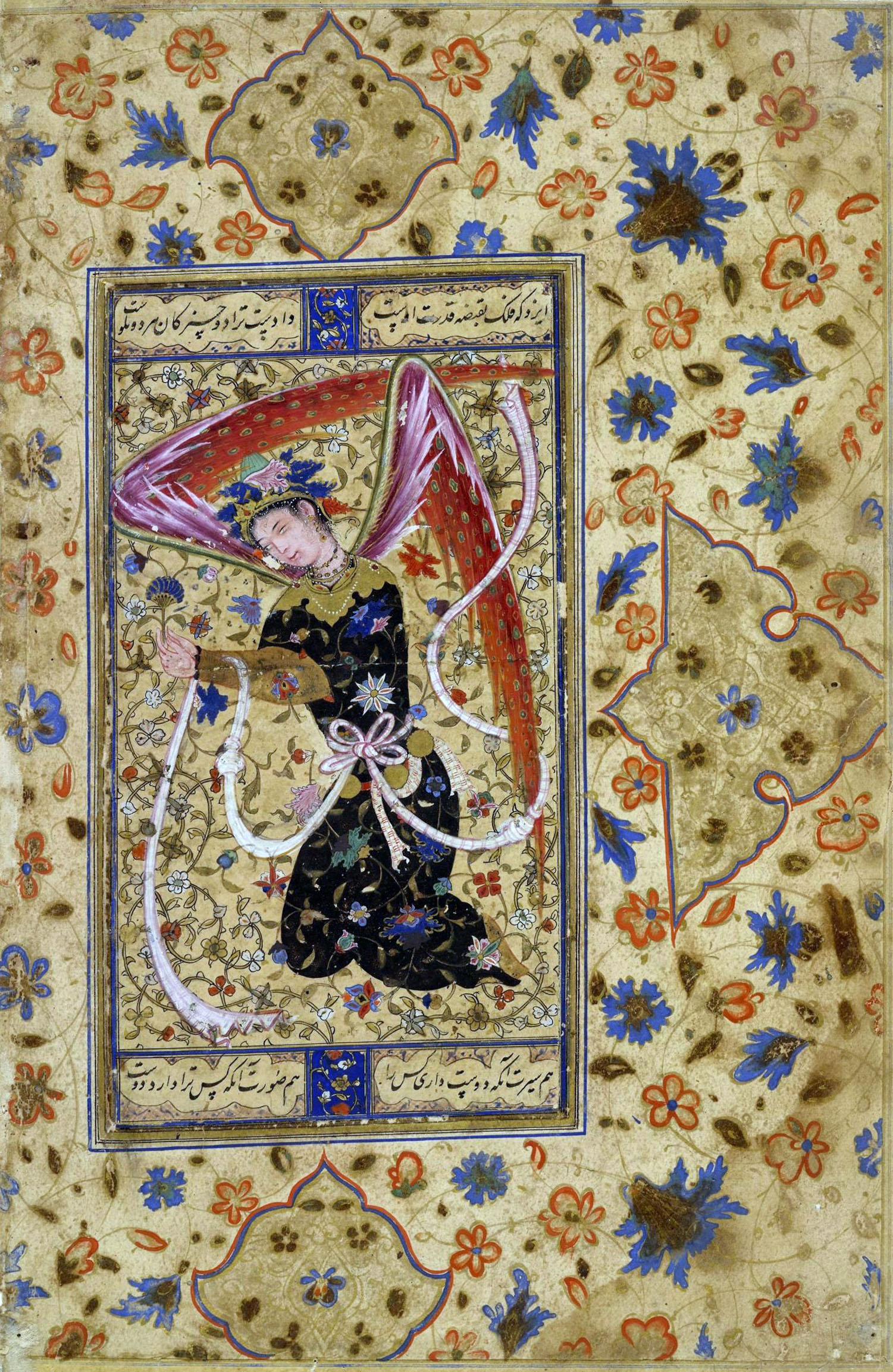
يوظف ريلكه الرمزية الغنية للملائكة والتي بدورها استلهمت من تصاويره في الإسلام ليمثل تجسيد الجمال الأخاذ.

طيلة مراثي دوينو يستطلع ريلكه مواضيع "محدودية الحالة البشرية وقصورها، والوعي البشري المتصدع...وكذلك وحدة الفرد وكمال الملائكة والحياة والموت والحب والعشاق ومهمة الشعراء."  يوضح الفيلسوف مارتن هايدغر أن "المسير الطويل المؤدي إلى الشعر هو بعينه الذي يتساءل بشاعرية،" وكذلك أن ريلكه "أدرك إملاق الزمان بوضوح ثاقب، الزمان باقٍ بإملاقه ليس لأن الإله ميت بل لأن الفانين بالكاد يفقهون أو يقدرون حتى بفنائهم هم.''[23] يستطلع ريلكه طبيعة علاقة البشر بالجمال وزواله مشيراً إلى أننا نحن منذ الأزل لا نبصر إلا لمحات وجيزة ومقتضبة لجمال لاتسعه تصوراتنا وأن ذلك مرعب. ففي مطلع المرثية الأولى يصف ريلكه هذا الرعب بأن الجمال:
... لا شيء سوى بداية الرعب الذي بالكاد نحتمله،

ونحن نُعجَبُ به، لأنه في راحة يأنف أن يحطّمنا.(تر: فؤاد رفقه).
... nothing but the beginning of terror which we are barely able to endure

and we are so awed because it serenely disdains to annihilate us.
يصور ريلكه هذا الجمال، جمالاً فائقاً متسامياً لا ينضب فيرمزه بالملائكة، لكنه لا يأوله بالتأويل المسيحي التقيلدي للملائكة، فيسعى بترميز ملاك علماني مرتدٍ عن الدين ومتجسداً جمالاً أخاذا هائلا. أسفر ريلكه عن استلهامه الكبير بالتصاوير الإسلامية للملائكة.:p.327 فعند ريلكه ما يرمز له الملاك هو الكمال الذي «يفوق تناقضات الإنسان ومحدوديته» فهو في «مستوىً عالٍ من الواقع في المتواري.» حيث هناك غرابة تضاف إلى قنوط البشر وأن ما يسبب قلقنا هو طبيعتنا التي تكبّلنا متشبتين للمرئيّ وللمألوف، فعندما يقابل البشر تلك المراحل المتعالية وغير المرئية والمجهولة والمتمثلة في هذه الملائكة، سيكون هذا غير المرئي «مرعباً» (في الألمانية:schrecklich)
وبينما يبصرون ذاك الجمال المرعب متمثلاً بهذه الملائكة، يقلق ريلكه بما سيمرون به من همٍّ وجودي إزاء محاولتهم في تقبل التجاور بين ماهو روحي وماهو أرضي. فهو يصوّر البشر وحيدين في كونٍ أمسى الإله فيه فكرة ووجوده من الأصل مشكوك فيه، «حيث تنهض الذاكرة وأنماط الحدس بالضمير الحساس إلى إدراكٍ للوحدة.»  يصوّر ريلكه في أشكال الملائكة إمكانية بديلة للروح تفوق محدودية الأنسان. بدءاً بأول بيت في المجموعة ينادي مناد ريلكه اليائس الملائكة ليلحظوا شقاء الإنسان وليتدخلوا. فهناك قنوط عظيم قاتم ودفين يُشعر به وتوتر مستعصٍ في ذلك مهما ناضل المرء، فيردعه قُصره ووجوده الأرضي عاجزاً عن مناجاة الملائكة. [9] فالراوي الذي يوظفه ريلكه في مراثي دوينو يسعى أن «يبلغ بضمير الإنسان إلى كينونة الملاك المفرطة» (أي الكينونة أو الوجود. بالألمانية: دازاين).
يستخدم ريلكه تصاويراً للحب والعشاق للأسفار عن المكمن البشري وإخفاقه في بلوغ الإدراك المتسامي والمتجسد في تلك الملائكة. ففي المرثية الثانية يكتب ريلكه «والعشاق، لو عرفوا / لقالوا أشياءً عجيبة في هواء الليل.» (بالألمانية: Liebende könnten, verstünden sie's, in der Nachtluft / wunderlich reden.). فهو يصوّر «قصور العشاق العاديين» ويبايّن الصورة الأنثوية «للحب الجليل» ضد الصورة الذكورية «للشغف الحيواني الأعمى.» :p.96 من لحظة كتابته للمراثي الأوائل، كثيراً ما أسفر ريلكه عن «شوقٍ للرفقة الأنسية وللموّدة ولكنه-بعد ذلك في الحال- يتسائل ما إذا كان بمقدوره الاستجابة لهكذا رفقة إذا أتاحت له ..» :p.91 فهو يلحظ «تدهوراً في حياة العشاق .. عندما يُبادرون بالأخذ، فإنهم أيضا  يخسرون هبة العطاء.» :p.103 لاحقاً وفي الحرب العالمية الأولى يرثي ريلكه بقوله «قد هوى العالم في أيادي الرجال.» :p.97 في مواجهة الموت لا يمسيان الحب والحياة بخيسان ولا يخلوان من معنى، فيجزم ريلكه أن بمقدور العشاق العظماء الإقرار بالثالوث (الحياة والحب والموت) بوصفهم جزء من أي اتحاد.:p.105 يجزم ريلكه أن ما يعنيه الحب بحق يمكن فهمه من خلال الموت الذي يعطي للحب معنى في هذا الاتحاد، أن «لا تقدر طبيعة كل حب سامي..  سوى بلوغ المحبوب في ماهو سرمدي.» :pp.103,122:p.125

يبوح ريلكه برسالة له إلى ناني فون إشر سنة 1923 :
 تجربتان باطنيتان كانتا ضروريتان لخلق هذين الكتابين (سونيهات أورفيوس ومراثي دوينو)، الأولى هي القرار ملآن الضمير لكشف وانفتاح الحياة للموت، أما الثانية هي الضرورة الروحية للإتيان، في هذ السياق الرحيب، بتحولات الحب التي يستحيل إتيانها في الدائرة الضيقة حيث أُقصيَ الموت ببساطة ليصير «الآخر». 
ستلهمت المرثية الخامسة من لوحة لبابلو بيكاسو رسمت في فترته الوردية وهي لوحة «البهلوانيون» حيث يصوّر بيكاسو شخوصاً «في عرض الصحراء ويصعب الجزم إذا كانوا قادمين أم مغادرين، يشرعون أو يفرغون من أداء عرضهم.» :p.102 أما ريلكه فيصور البهلوانيون الستة على وشك بدء عرضهم وبذلك يرمزهم «بحركة الإنسان.. دائماً في ترحال وبلا مسكن ثابت، حتى أنهم ظلال عابرة عبوراً خاطفاً أسرع مننا نحن الذين عبورهم يرثى عليه.» علاوة على ذلك، يصف ريلكه هذه الشخوص بوقوفها على «سجادة رثة» ليوحي إلى «الوحدة الكبرى وانعزال المرء في هذا العالم العصي على الفهم، يمارسون مهنهم من المهد حتى اللحد كدمىً لإرادة لا يُعرف بارئها ... قبل أن يمسي صفائهم الضئيل فراغاً سحيقاً.»:pp.102–103
بسبب ما خلّفه الحرب عليه من آثار جسيمة، أشاح ريلكه عن أملٍ في رسالة له في 1919 تقول أن مهمة المفكرين في عالم خرج من الحرب تكمن في جعله -العالم- قويماً، سيكون عليه «أن يؤهب في قلوب الرجال المسير لتلك التحولات اللطيفة والمعتمة والمرتعشة حيث  سينبثق منها وحدها إدراك ووئام لمستقبل مطمئن.»:p.165 يرى ريلكه مراثي دوينو وسونيهات أورفيوس بأنهما جزء من مساهمته كمفكر.:p.14

## التأثير
يستند ذيعان صيت ريلكه في البلاد الناطقة بالإنجليزية على شعبية مراثي دوينو [34] حيث ترجمت المجموعة إلى الإنجليزية أكثر من عشرين مرة [5] منذ تاريخ صدورها في 1931 من قبل مطبعة هوغارث في لندن إنجلترا باسمها الألماني والعنوان (مراثي من قلعة دوينو) لترجمة للمترجمان إدوارد وڤيتا ساكفيل-وست. تُرجِمت المراثي لأول مرة في السوق الأمريكي في العام 1939 بترجمة ج.ب ليشمان وستيفن سبندر وطُبِعت في مطبعة و.و. نورتن وشركاءه في نيويورك. تضمنت الترجمات الأخرى ترجمة للشاعر ديفد ينغ (1978)  وترجمة لكاتب أغاني فرقة غريتفل ديد روبرت هنتر (1989)  وترجمة للشاعر غالواي كنل مع هانا ليبمان (1999) [37] وترجمة لستيفن كون (1989)  وترجمة للشاعر ألفرد بولن (1975)[39] وترجمة للشاعر غاري ميراندا (1981).
في الولايات المتحدة يعتبر ريلكه واحداً من أكثر الشعراء شعبية ومبيعاً— بجانب شاعر القرن الثالث عشر الصوفي جلال الدين الرومي (1207- 1273) والشاعر اللبناني الأمريكي خليل جبران (1883- 1931). في الثقافة الشعبية يكثر اقتباس ريلكه أو الإشارة إليه في برامج التلفاز والأفلام والموسيقى أو أعمالاً أخرى عندما يُناقش فيها موضوع الحب أو الملائكة.[41] بسبب نعت أعمال ريلكه «بالروحانية» اُستُأثِرت أعماله للاستخدام من قبل جماعات العهد الجديد وفي كتب تطوير الذات. حيث يُقدم ريلكه على أنه «الحكيم القادر على هدايتنا إلى حياة مجزية ومطمئنة.»
حيث يُقدم ريلكه على أنه «الحكيم القادر على هدايتنا إلى حياة مجزية ومطمئنة.»
اُعتبرت أعمال ريلكه –وبالأخص مراثيه- بأنها كانت محط تأثير بالغ للاحقيه من ضمنهم غالواي كنل وسدني كيز وستيفن سبندر[1] ورويرت بلاي وو.س. ميروين[49] وجون آشبيري وللروائي توماس بينشون[51] وللفيلسوفين لودفيغ فيتغنشتاين[52] وهانزجورج غادامير. تناول النقاد والأدباء استخدام بينشون لعاطفية ريلكه ومفاهيمه التحولية /الانتقالية في روايته قوس ألوان الجاذبية،[55] حيث تعكس السطور الاستهلالية للرواية تشابهاً مع الأبيات الاستهلالية للمرثية الأولى، فيصور بذلك الهبوط الصارخ لصاروخٍ من نوع ڤاو-2 في 1944 لندن، وُصِفت الرواية بأنها «تنوع هزلي-جاد على مراثي دوينو لريلكه وأصدائها الرومانتيكية الأمانية في الثقافة النازية.»   نُعِت الشاعر البريطاني و.ه أودن (1906-1973) بأنه «تابع ريلكه الإنجليزي الأنفذ» فكثيراً ما «أشاد به» أو استخدم تصاويراً للملائكة في أعماله. ففي مجموعة شعرية له بعنوان «سونيهات من الصين» كتبها في 1936، يلمح أودن مباشرة إلى كتابة ريلكه لمراثي دوينو.
الليلة وأنا في الصين، دعوني أفكر بواحدٍ من هؤلاء
كافح عبر عشر سنوات من الصمت وانتظرَ،
حتى قيّض لكل ملكاته أن تتفوه في برج موزوت،
وأُعطى كل شي، مرة إلى الأبد.
وبامتنان من اكتمل
خرج في ليل الشتاء ليربت

على ذلك البرج الصغير كأنه حيوان كبير (تر:سركون بولص)
Tonight in China let me think of one

Who through ten years of silence worked and waited,

Until in Muzot all his powers spoke,

And everything was given once for all.

And with the gratitude of the Completed

He went out in the winter night to stroke

That little tower like a great old animal
الإشارة هنا إلى ربت «ذلك البرج الصغير» مستمد من سلسلة رسائل كُتبت بينما كان ريلكه يُكمل المراثي ومن بينها رسالة كتبها إلى كلوسوسكا، ورسالة أخرى إلى حبيبته السابقة لُو اندرياس سالومي.[58] في الرسالة لها كتب ريلكه «خرجت لأربت موزوت الصغير، وهذا حماه وحماني وفي الأخير هباني، كحيوان كبير مسن.» 
في سنواتٍ لاحقة أثرت مراثي دوينو وسونيهات أورفيوس على نظريات هانزجورج غادامار للتأويلية—في فهم كيف يأول المتلقي (أي القارئ، المستمع، المشاهد) النتاج الثقافي (من أعمال أدبية، موسيقى، فنون) كسلسلة من اللقاءات البارزة. فيأول غادامار هذه الأعمال باستخدام أمثلة من أشعار ريلكه في كتاباته كتجربة «كليّة» إلهية يتعين علينا إتيانها ببراءة وجهالة طفوليان—أن عبر التأويل الدائم والمتجدد يمكننا أن نجاري أو نحلّ المعضلات الوجودية بشأن البشرية وفنائها. يشير غادامار إلى أن الإنسان في  حالة يستحوذ عليها عالم ميكانيكي ومجهول وغريب قد تطوّر ليعيق قدرته في إبصار هكذا تجارب.

## روابط خارجية
- The Duino Elegies in German
- Download of a recitation by Irene Laett: Begin of the First Elegie in German
- The Duino Elegies in English, translated by A. S. Kline